# Krähberg
Der Krähberg (früher auch Krehberg) ist mit 554,9 m ü. NHN nach dem Kohlwald in Bullau und der Sensbacher Höhe der dritthöchste Berg des Odenwaldkreises. Der Krähberg wurde schon 795 im Lorscher Codex als Crawinberk in einer Niederschrift der Grenzen der Mark Heppenheim als Grenzpunkt erwähnt.

## Geographische Lage
Der Krähberg liegt im Stadtgebiet von Oberzent, und zwar zwischen dem Mümlingtal im Westen und dem Ittertal im Osten auf der Wasserscheide zwischen Main und Neckar. Während die eigentliche Berghöhe und die Abhänge zum Ittertal zur Gemarkung des Stadtteils Ober-Sensbach gehören, zählen die Abhänge ins Mümlingtal zur Gemarkung des Stadtteils Hetzbach. Der Krähberg ist Teil eines großen geschlossenen Waldgebietes, mitten in dem über 89 Quadratkilometer großen Natura-2000-Gebiet Südlicher Odenwald.

## Verkehr
Den Krähberg unterquert der Krähbergtunnel, mit einer Länge von über drei Kilometern der längste eingleisige Eisenbahntunnel Deutschlands. Die Landesstraße L3108, Teil der Siegfriedstraße, überwindet auf einer kurvenreichen Strecke von Hetzbach nach Oberzent-Schöllenbach in 515 Meter Höhe den Höhenrücken am Reußenkreuz südlich der Gipfelkuppe. Diese Strecke war früher Austragungsort des Krähbergrennens.

## Jagdschloss Krähberg

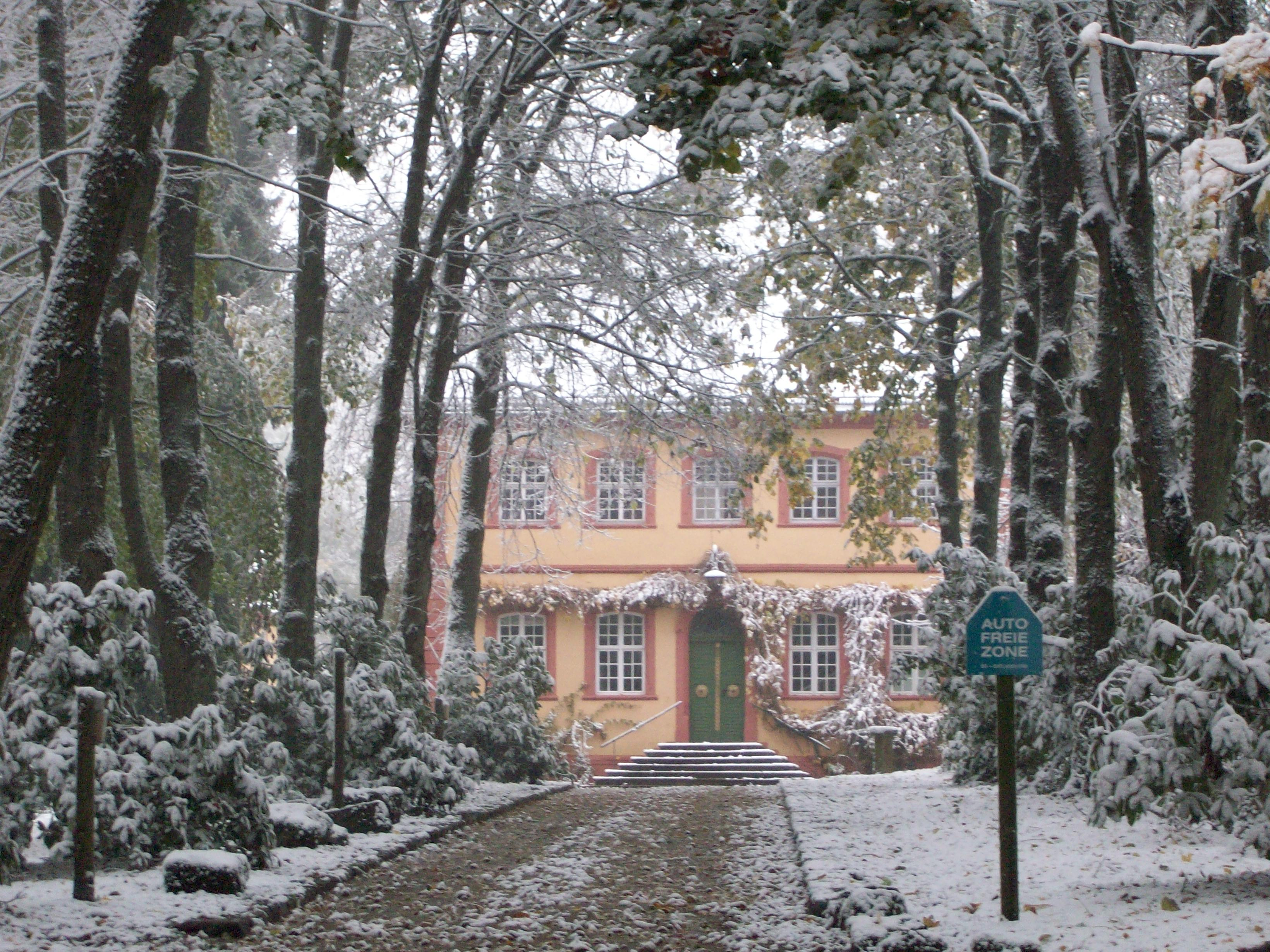
Das Herrenhaus des Jagdschlosses nur wenige Höhenmeter unterhalb des Krähberges

Mitte des 18. Jahrhunderts ließ Graf Ludwig II. zu Erbach-Fürstenau auf der Anhöhe das Jagdschloss Krähberg errichten, das bis ins vorige Jahrhundert den Grafen zu Erbach-Fürstenau auch als Sommerfrische diente. Es kann nach telefonischer Anfrage besichtigt werden.